# Taitung (län)

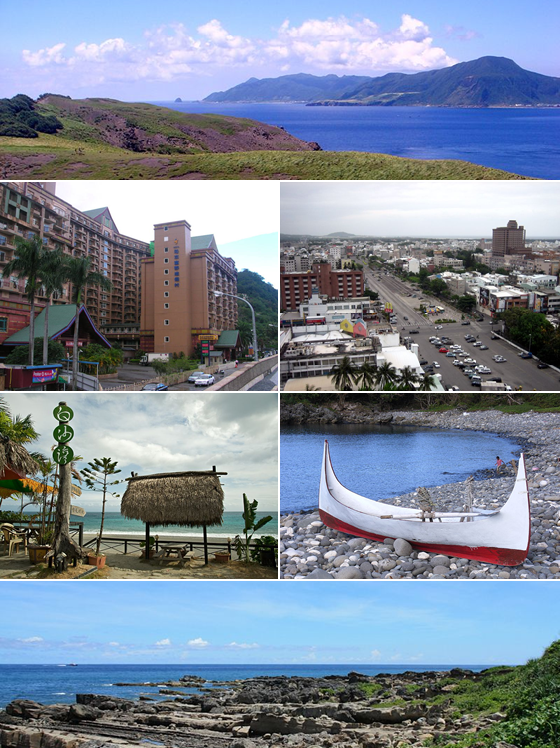
Vyer från distriktet.

Distriktet Taitung (pinyin: Táidōng Xiàn) är ett av önationen Taiwans 22 administrativa områden. Distriktet ligger på öns sydöstra del. Distriktet gränsar söderut mot distriktet Pingtung, västerut mot Kaohsiung och norrut mot distriktet Hualien.

## Geografi
Distriktet har en yta på cirka 3 515 km² och är det till ytan tredje största distriktet. Befolkningen uppgår till cirka 224 800 invånare. Befolkningstätheten är cirka 64 invånare / km².
Till distriktet hör även öarna Lanyu och Lǜdǎo.

## Förvaltning
Distriktet är indelat i ett stadsområde (shì), 2 stadsorter (jhèng) och 13 landsorter (siang).
Distriktet förvaltas av ett länsråd, Táidōng Xiàn Yìhuì, under ledning av en guvernör Xiàn Cháng.
Huvudorten är Taitung.